# Toronto (Dakota Południowa)
Toronto – miasto w Stanach Zjednoczonych, w stanie Dakota Południowa, w hrabstwie Deuel.